# علي (فلم)
هو فيلم يمثل تاريخ حياة الملاكم محمد علي كلاي وهو يمثل المراحل المختلفة التي مرت بها حياة هذا الملاكم. ويوضح الفيلم تطور حياة كلاي المهنية كما أنه يصور إسلامه ونقضه لحرب فيتنام وما إلى ذلك من مواقفه المتعددة من الحياة في الولايات المتحدة. الفيلم بطولة ويل سميث وإخراج مايكل مان.

## طاقم العمل
- ويل سميث بدور محمد علي
- جيمي فوكس بدور درو بوديني براون - مساعد مدري علي
- جون فويت بدور هوارد كوزيل - صحفي
- ماريو فان بيبلس بدور مالكوم إكس - صديق علي وزعيم الحقوق المدنية
- رون سيلفر بدور انجيلو دندي - مدرّب علي
- جيفري رايت بدور هوارد بينغهام - مصوّر علي
- مايكل بينت بدور سوني ليستون - بطل الملاكمة في بداية الفيلم
- روبرت سيل بدور جيري كواري - أحد منافسي علي
- جيمس توني بدور جو فريزر - أحد منافسي علي
- تشارلز شوفورد بدور جورج فورمان - أحد منافسي علي
- مايكلتي ويليامسون بدور دون كينغ - المروج الذي رتب مباراة علي ضد فورمان
- جادا بينكيت سميث بدور سونجي روي، أرنب بلاي بوي سابق
- نونا غاي بدور خليلة علي - امرأة قابلت علي
- مايكل ميشيل بدور فيرونيكا بورشه علي - امرأة عملت مع دون كينغ
- جو مورتون بدور تشاونسي إسكريدج - محامي علي
- بول رودريغيز بدور الدكتور فيردي باتشيكو - طبيب علي
- بروس ماكجيل بدور برادلي- وكيل حكومي
- باري شاباكا هينلي بدور هيربرت محمد - مدير علي، وابن إليجا محمد
- ألبرت هال بدور إلايجا محمد - زعيم أمة الإسلام
- جيانكارلو اسبوزيتو بدور كاسيوس مارسيلوس كلاي الأب - والد علي
- ديفيد هاينز بدور رحمن علي - شقيق علي
- لورنس ماسون بدور لويس ساريا
- ليفار برتون بدور مارتن لوثر كينغ الابن - قائد حقوق مدنية
- ديفيد كوبيت بدور روبرت ليبستي - صحفي
- ليون روبنسون بدور الأخ جو
- تيد ليفين بدور جو سمايلي - وكيل حكومي
- ماليك بوينز بدور موبوتو سيسي سيكو - رئيس زائير
- فكتوريا ديلارد بدور بيتي شباز - زوجة مالكولم إكس
- ديفيد إليوت بدور سام كوك - موسيقي
- براد غرينكويست بدور مارلين توماس

## وصلات خارجية
- علي على موقع IMDb (الإنجليزية)
- علي على موقع ميتاكريتيك (الإنجليزية)
- علي على موقع الموسوعة البريطانية (الإنجليزية)
- علي على موقع روتن توميتوز (الإنجليزية)
- علي على موقع نتفليكس (الإنجليزية)
- علي على موقع قاعدة بيانات الأفلام العربية
- علي على موقع ألو سيني (الفرنسية)
- علي على موقع Turner Classic Movies (الإنجليزية)
- علي على موقع أول موفي (الإنجليزية)
- علي على موقع بوكس أوفيس موجو (الإنجليزية)